# Zweckverband Entsorgungsregion West

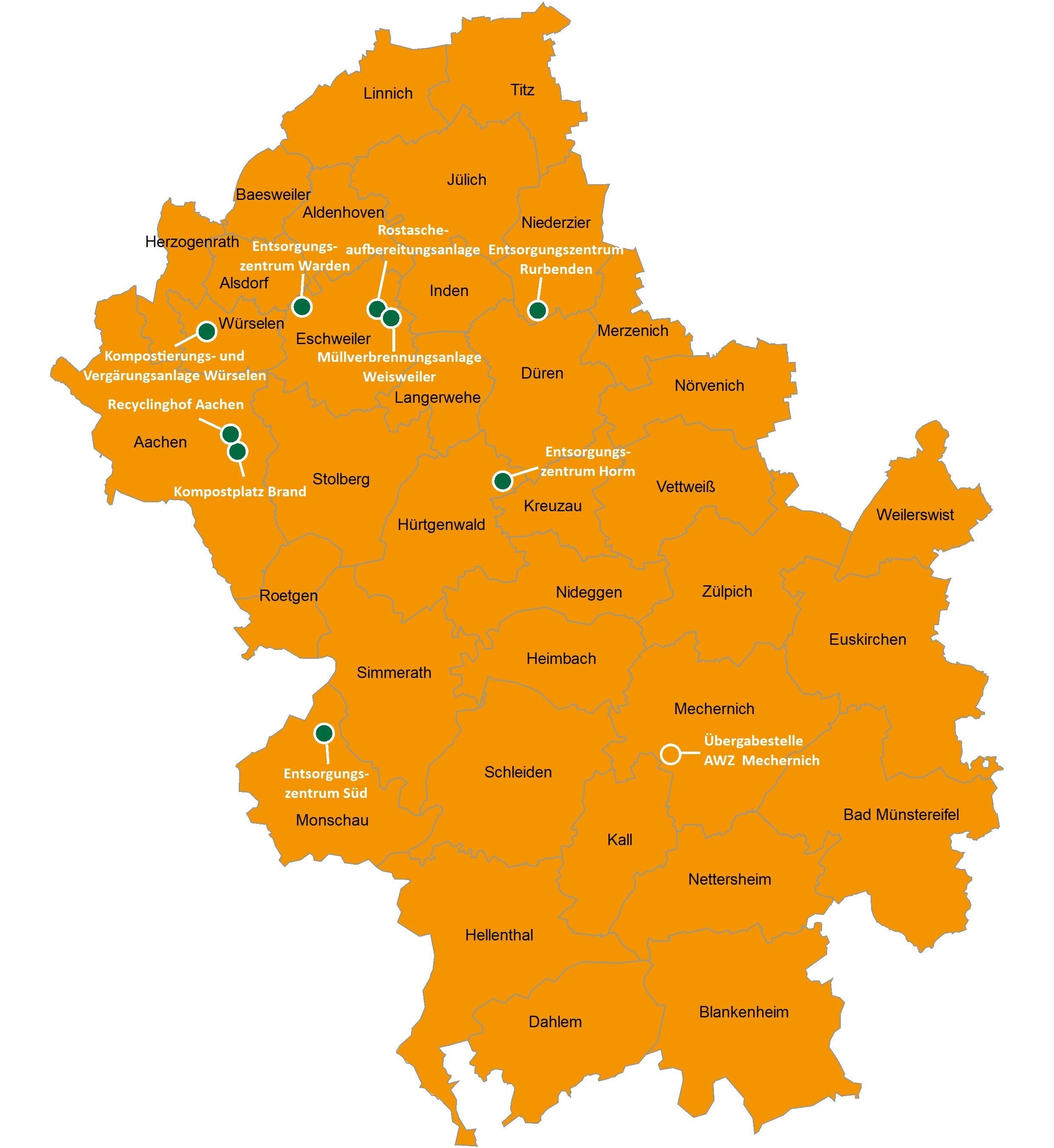

Der Zweckverband Entsorgungsregion West (ZEW) trägt die kommunale Entsorgungsverantwortung für die Städteregion Aachen, die Stadt Aachen, den Kreis Düren und den Kreis Euskirchen. Im insgesamt 2.897 km² großen Verbandsgebiet mit über 1 Million Menschen in der südwestlichsten Region Nordrhein-Westfalens, ist der ZEW zuständig für die Vermeidung, Verwertung und Beseitigung von Abfällen.
Diese wird mit rund 165 Mitarbeitern durch den ZEW und seine Tochterunternehmen AWA Entsorgung GmbH und Materis GmbH gewährleistet.
Die Ziele des ZEW sind:
- Daseinsvorsorge, d. h. die zur Verfügungstellung einer geordneten Abfallentsorgungsstruktur, die von allen Kommunen, Bürgern und Gewerbebetrieben genutzt werden kann.
- Nachhaltigkeit, d. h. eine zuverlässige und dauerhafte Abfallentsorgungsstruktur im Sinne nachfolgender Generationen. Ökologische und ökonomische Zielsetzungen werden gleichermaßen berücksichtigt.
- Vorrang der Vermeidung und Verwertung von Abfällen, d. h. eine kontinuierliche Weiterentwicklung und -verfolgung dieser Ziele.
- Umweltschonende Entsorgung, d. h. Minimierung des Kohlenstoffdioxid-Ausstoßes und der Schadstoffbelastung sowie der Schutz des Grundwassers sind vorrangig.
- Faire Abfallgebühren, d. h. kommunale Entsorgung statt privatwirtschaftlicher Gewinne